# Підберізці (Тернопільський район)
Підбері́зці — село в Україні, у Залозецькій селищній громаді Тернопільського районі Тернопільської області. Населення — 457 осіб (2007). До 2016 року орган місцевого самоврядування — Серетецька сільська рада.

## Географія
Село розташоване на березі річки Серет, на півночі Тернопільського району. Поруч з селом тече річка Серет Лівий.

## Історія
Перша писемна згадка датується 1640 роком.
В селі діяли товариства «Просвіта», «Рідна школа» та інші, кооператив.
12 червня 2020 року, відповідно до розпорядження Кабінету Міністрів України від  № 724-р «Про визначення адміністративних центрів та затвердження територій територіальних громад Тернопільської області», село  увійшло до складу Залозецької селищної громади.
19 липня 2020 року, в результаті адміністративно-територіальної реформи та ліквідації Зборівського району, село увійшло до складу новоутвореного Тернопільського району.

## Населення

### Мова
Розподіл населення за рідною мовою за даними перепису 2001 року:
| Мова       | Кількість | Відсоток |
| ---------- | --------- | -------- |
| українська | 468       | 100%     |

## Пам'ятка
Є церква святих верховних апостолів Петра і Павла (1993), «фігура» (1895).

## Соціальна сфера
Працюють загальноосвітня школа І—ІІ ступенів, клуб, бібліотека, відділення зв'язку, торговельний заклад.

## Галерея

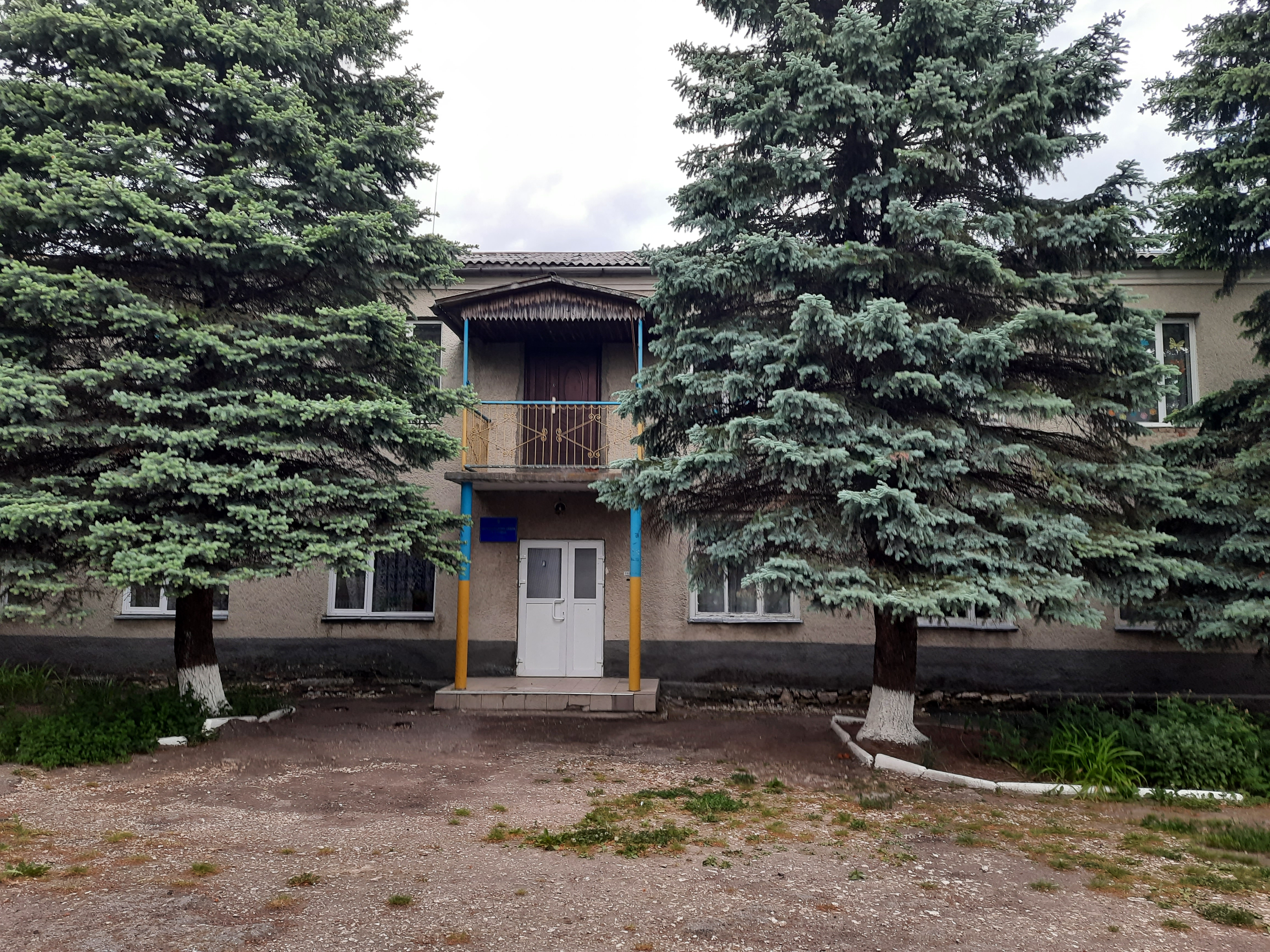
Старостат
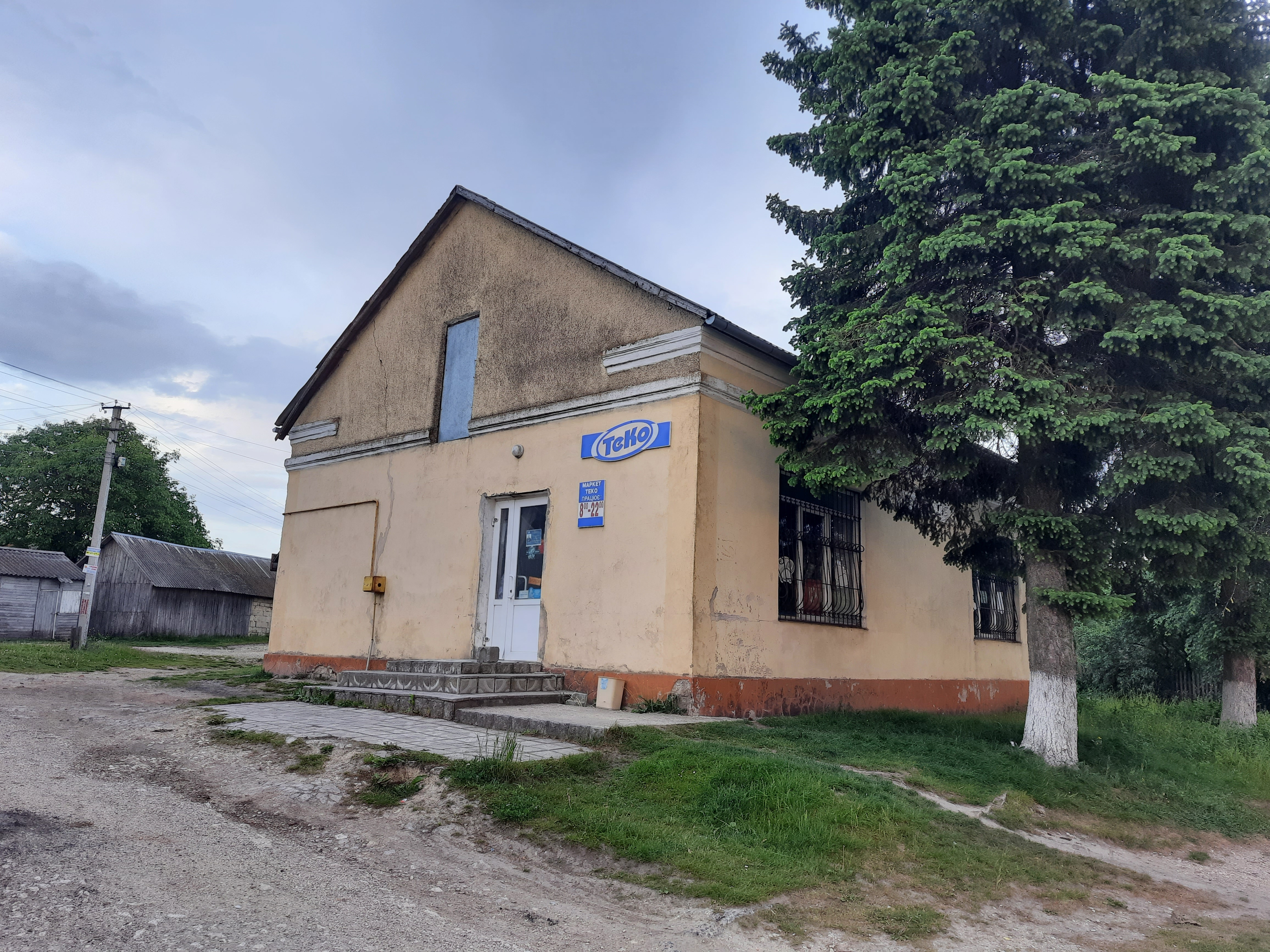
Крамниця
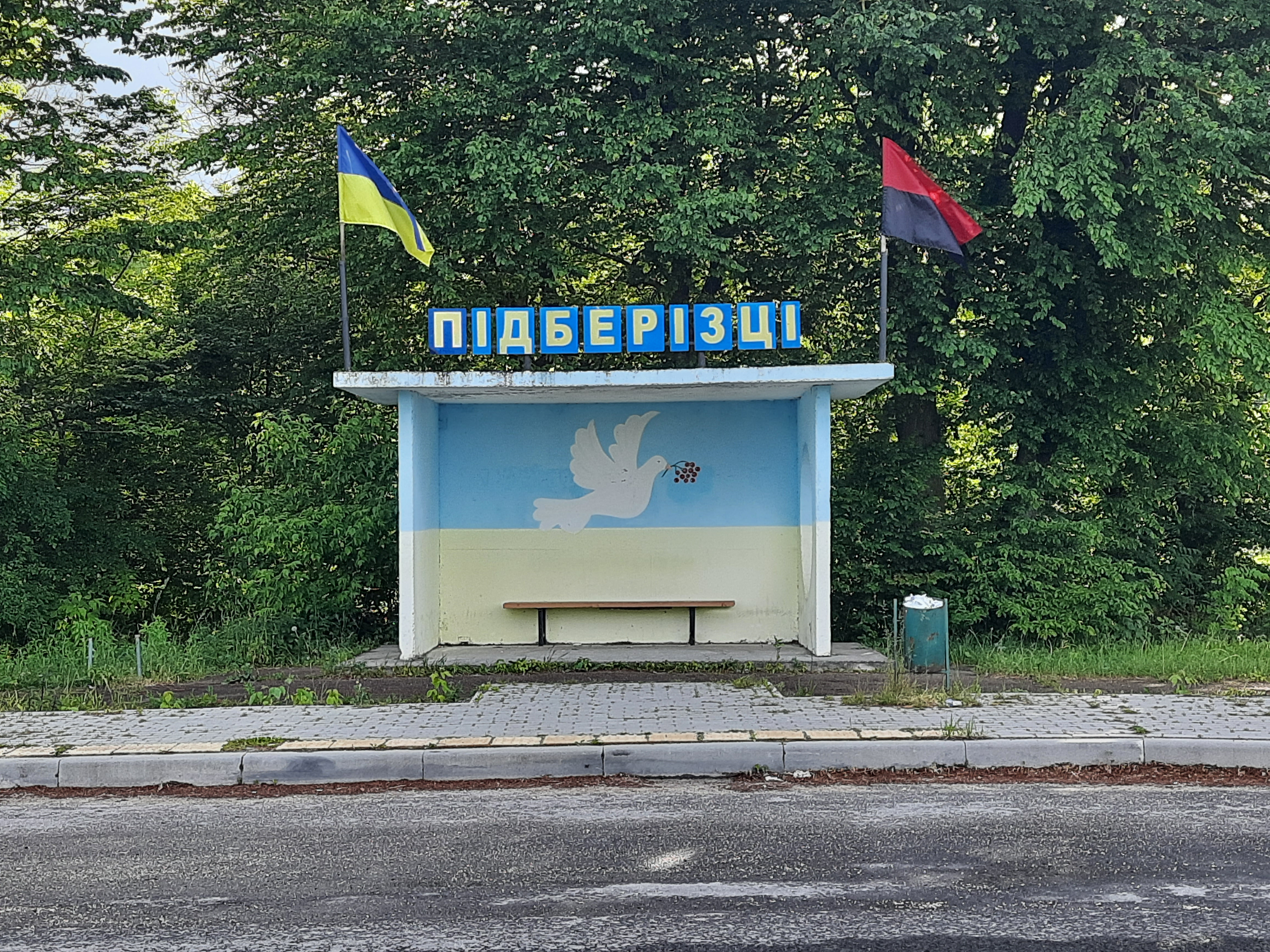
Автобусна зупинка
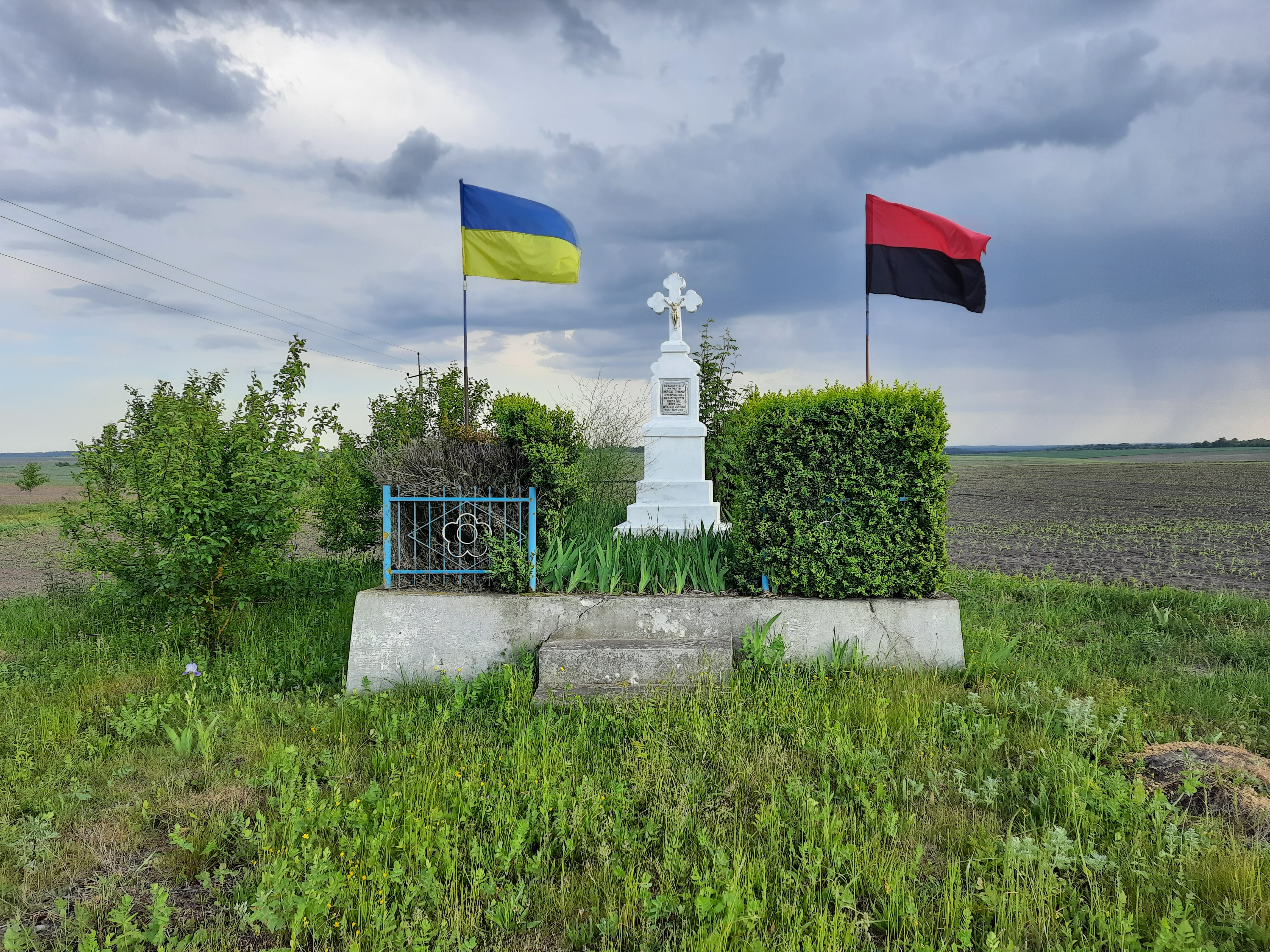
Пам'ятний хрест